# Kremlin
Kremlin (tyska: Kreml) är ett satiriskt brädspel om politiska intriger inom Sovjetunionens ledning, konstruerat av Urs Hostettler, från 1986. 
Spelet gavs för första gången ut på tyska av Fata Morgana Spiele 1986 och sedan i en engelskspråkig utgåva av Avalon Hill 1988. Jolly Roger Games publicerade en nyutgåva 2014. Mellan tre och sex spelare kan delta i ett parti. Varje spelare representerar en politisk fraktion inom det sovjetiska kommunistpartiet. 
Spelmekaniken präglas av en satirisk stil. Målet i spelet är att genom olika maktmedel placera sin fraktions medlemmar i toppen av den politiska hierarkin. Den spelare som har en av sina kontrollerade politiker på posten som generalsekreterare under den årliga paraden till minne av oktoberrevolutionen får vinka till folket och erhåller därmed en poäng. Den spelare som har flest poäng när spelet är slut vinner. Bland de utmaningar som väntar en spelares kontrollerade politiker är ålder, sjukdom, utrensningar och lönnmord. Ytterligare ett satiriskt inslag i spelet är politikernas namn (exempelvis "Shootemdedskij" och "Purgemoff"). 
I nyutgåvan från 2014 finns tre varianter av spelet: dels den ursprungliga versionen med fiktiva politiker, dels en med existerande politiker från Sovjetunionens historia och ytterligare en modern variant som sträcker sig till tiden efter Sovjetunionens fall.